# Hörnefors kyrka
Hörnefors kyrka är en centralt belägen kyrkobyggnad i Hörnefors. Den tillhör Hörnefors församling i Luleå stift. Det blyinfattade korfönstret har röda rosor och altaruppsatsen inramas av snidade rosor vilket gjort att kyrkan kallas Rosornas kyrka.

## Kyrkobyggnaden
Det var industrimannen och Mo och Domsjös grundare Frans Kempe som lät bygga kyrkan 1907; den invigdes 1908 och skänktes till församlingen fem år senare. Kyrkan ritades av arkitekten Bror Almquist i en blandning av nygotik, nationalromantik och jugendstil. Kyrkan är byggd i tegel på en granitsockel och dekorerad med granit.
Arkitekten har också utformat dopfunten och altaruppsatsen, båda i trä. Konstnären Vicke Andrén har målat altartavlan och muralmålningarna i kyrkan. Förutom rosorna är kyrkan dekorerad med snidade eller målade grankvistgirlanger och kottar för att anknyta till granskogen och pappersindustrin.
År 2019 fraktades kyrkorgeln från Rosornas kyrka till Berdytjivs Pingstförsamling i Ukraina för att placeras i Pingstkyrkan där. 

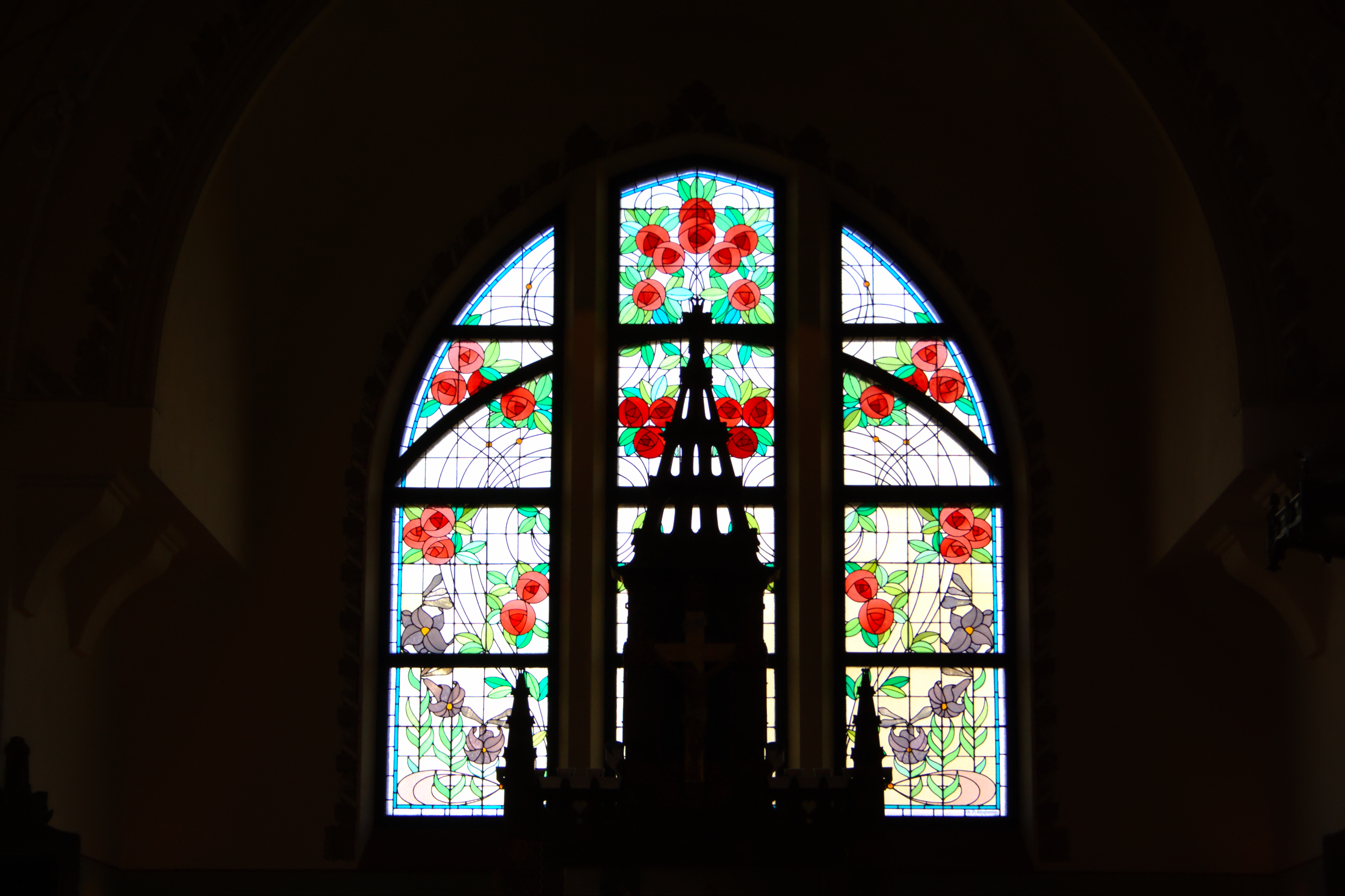
Korfönstret med rosorna
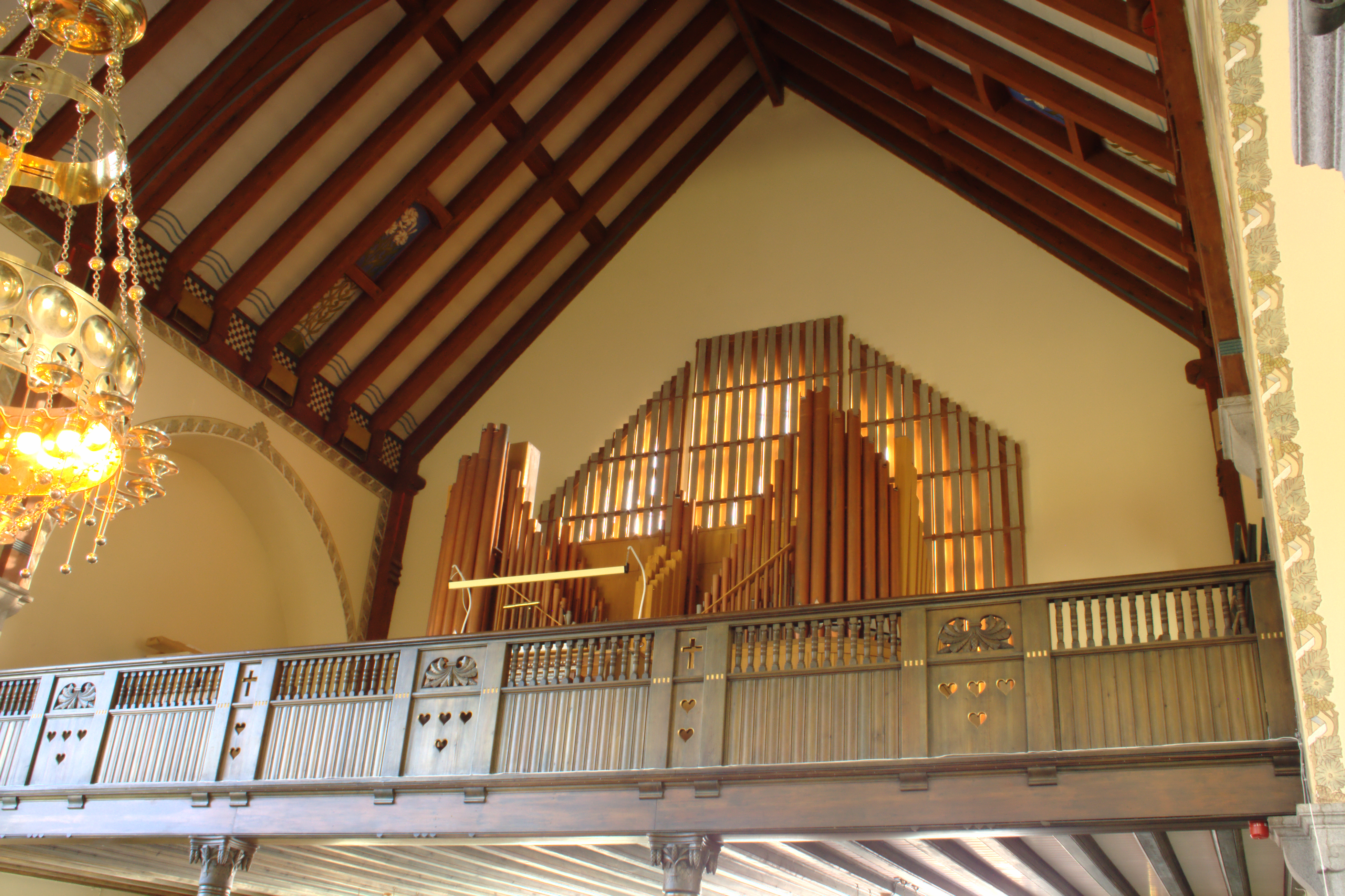
Västra läktaren som fick kyrkorgel 1948
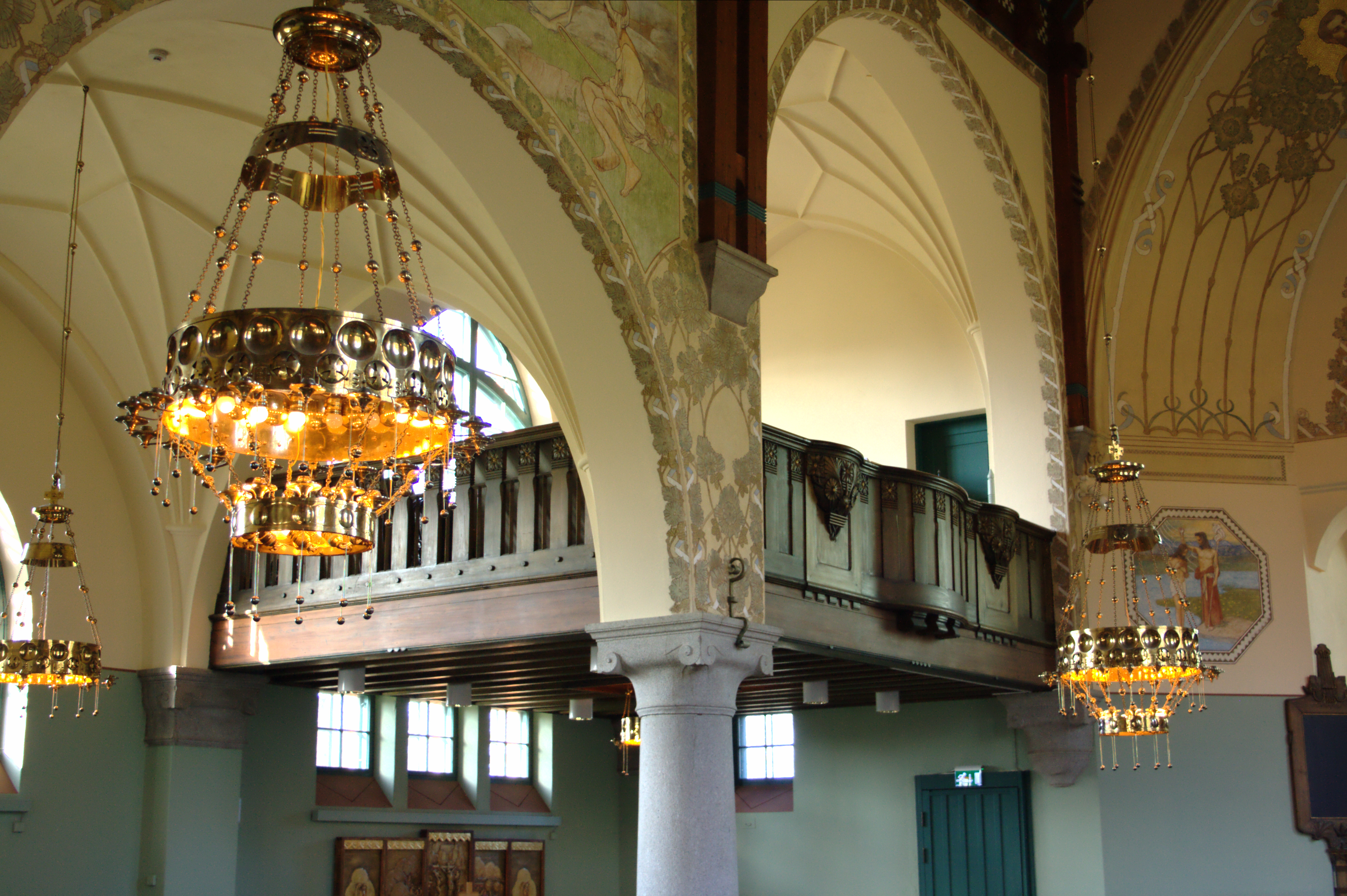
Norra läktaren som tidigare var orgelläktare
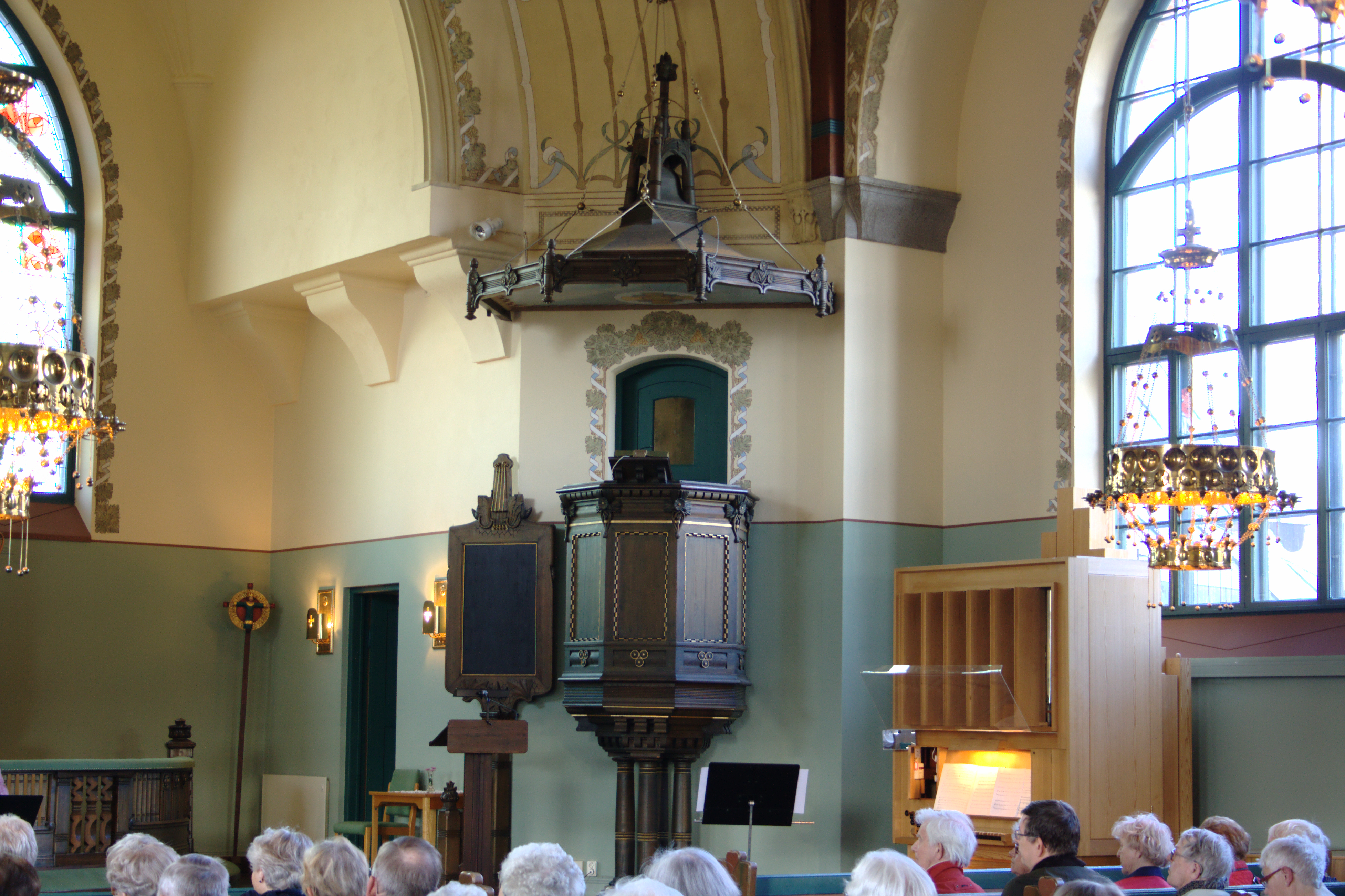
Predikstol och kororgel
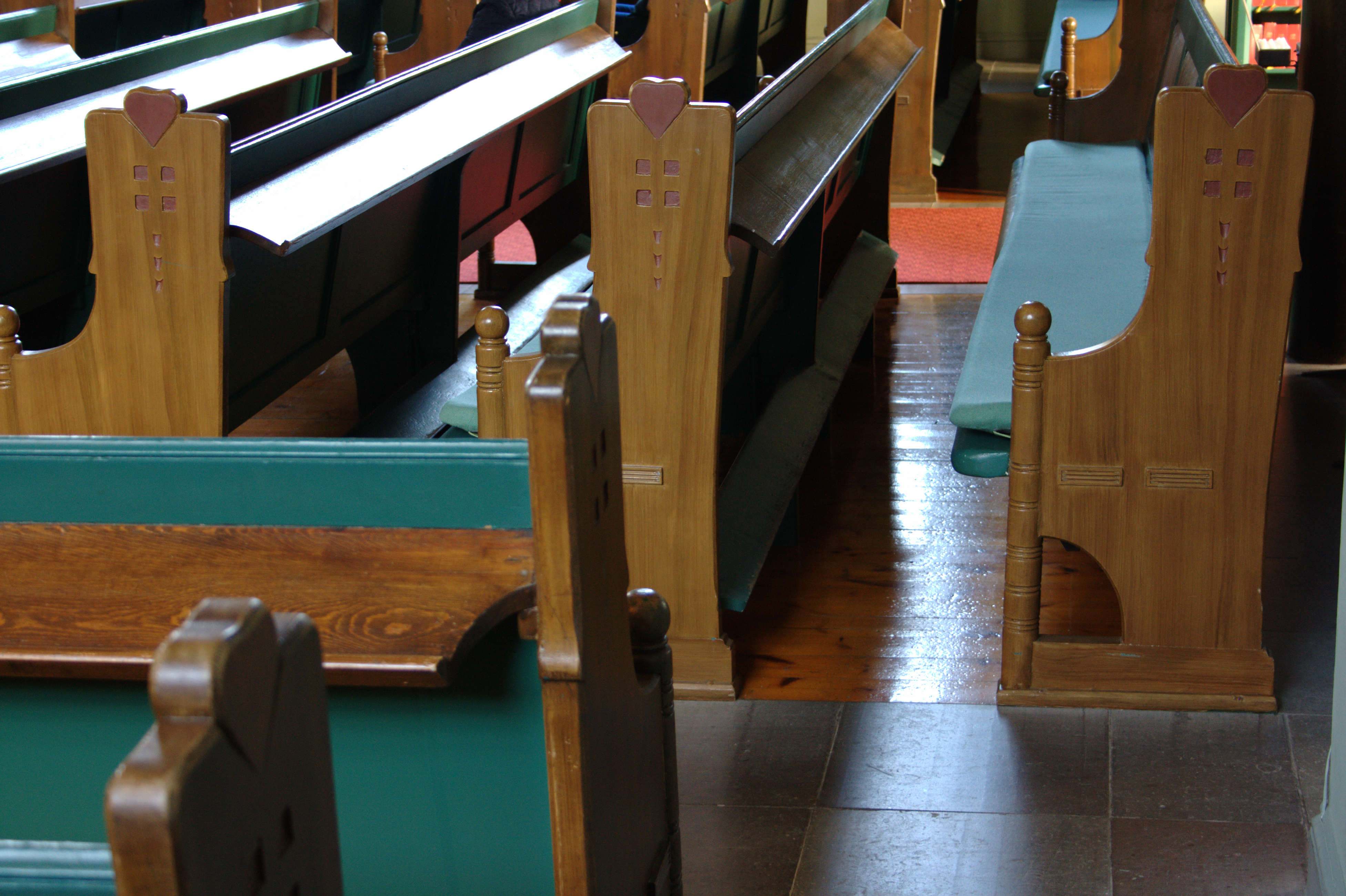
Kyrkbänkarna
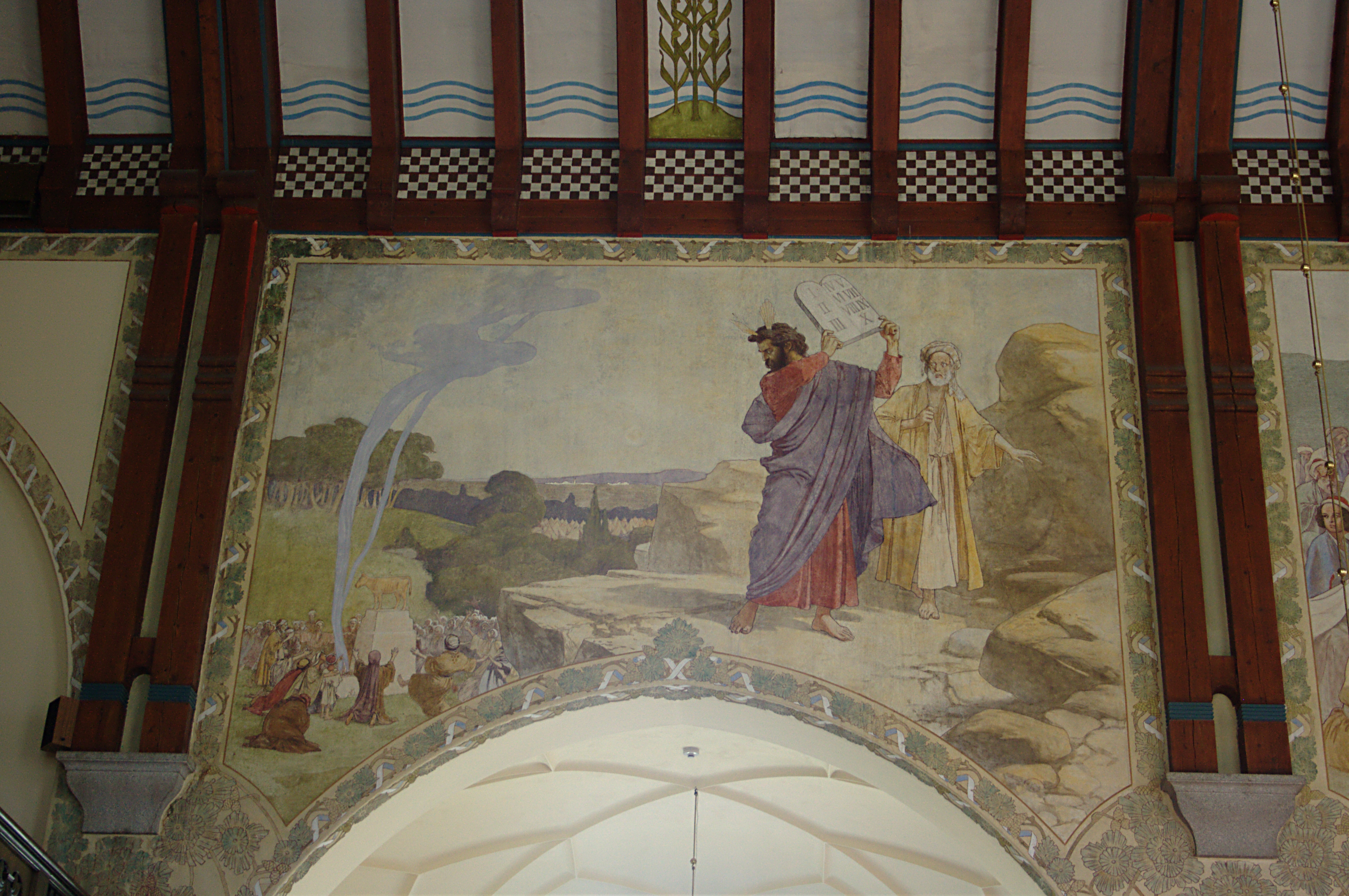
Muralmålning av Vicke Andrén
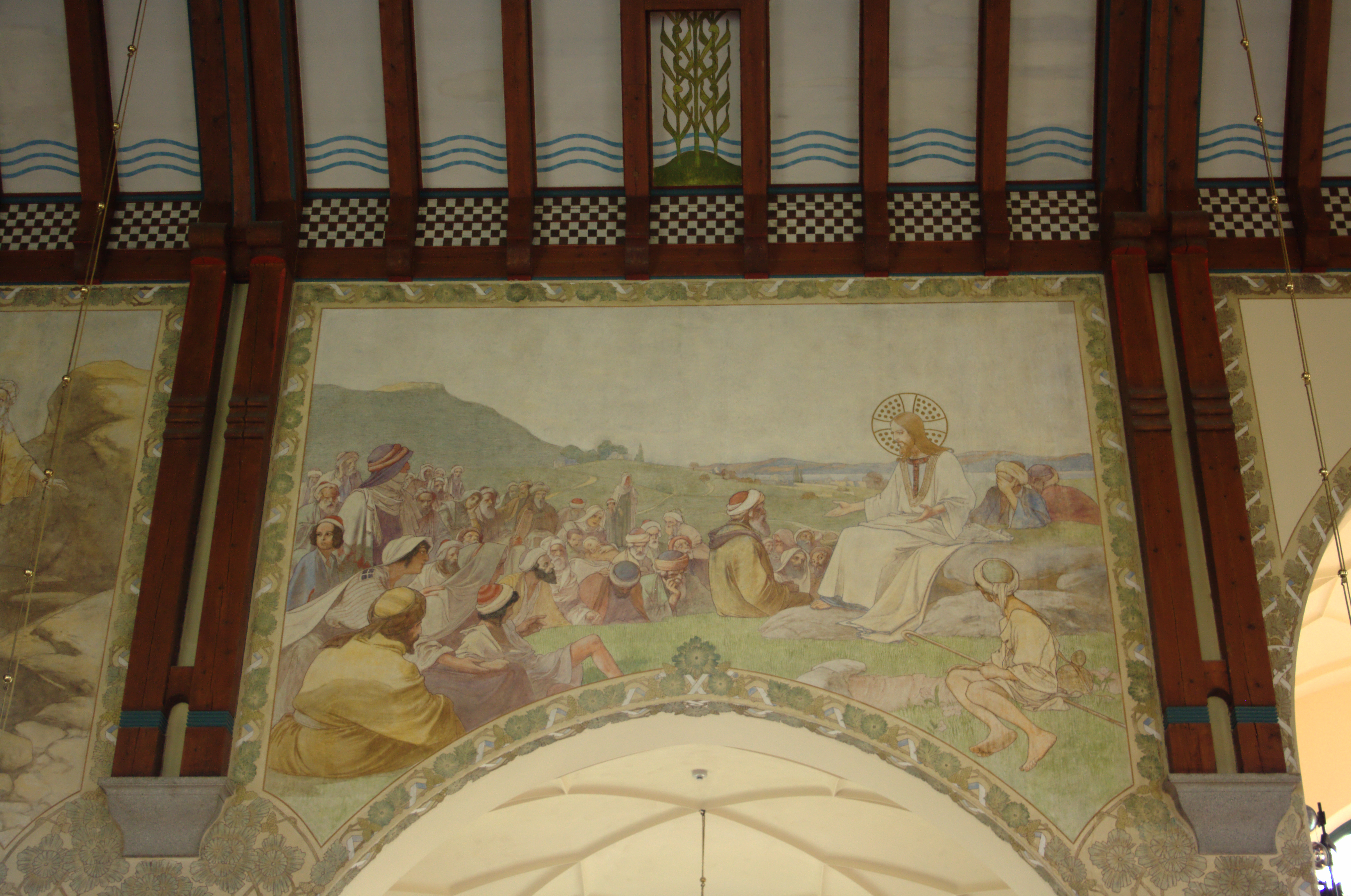
Muralmålning av Vicke Andrén
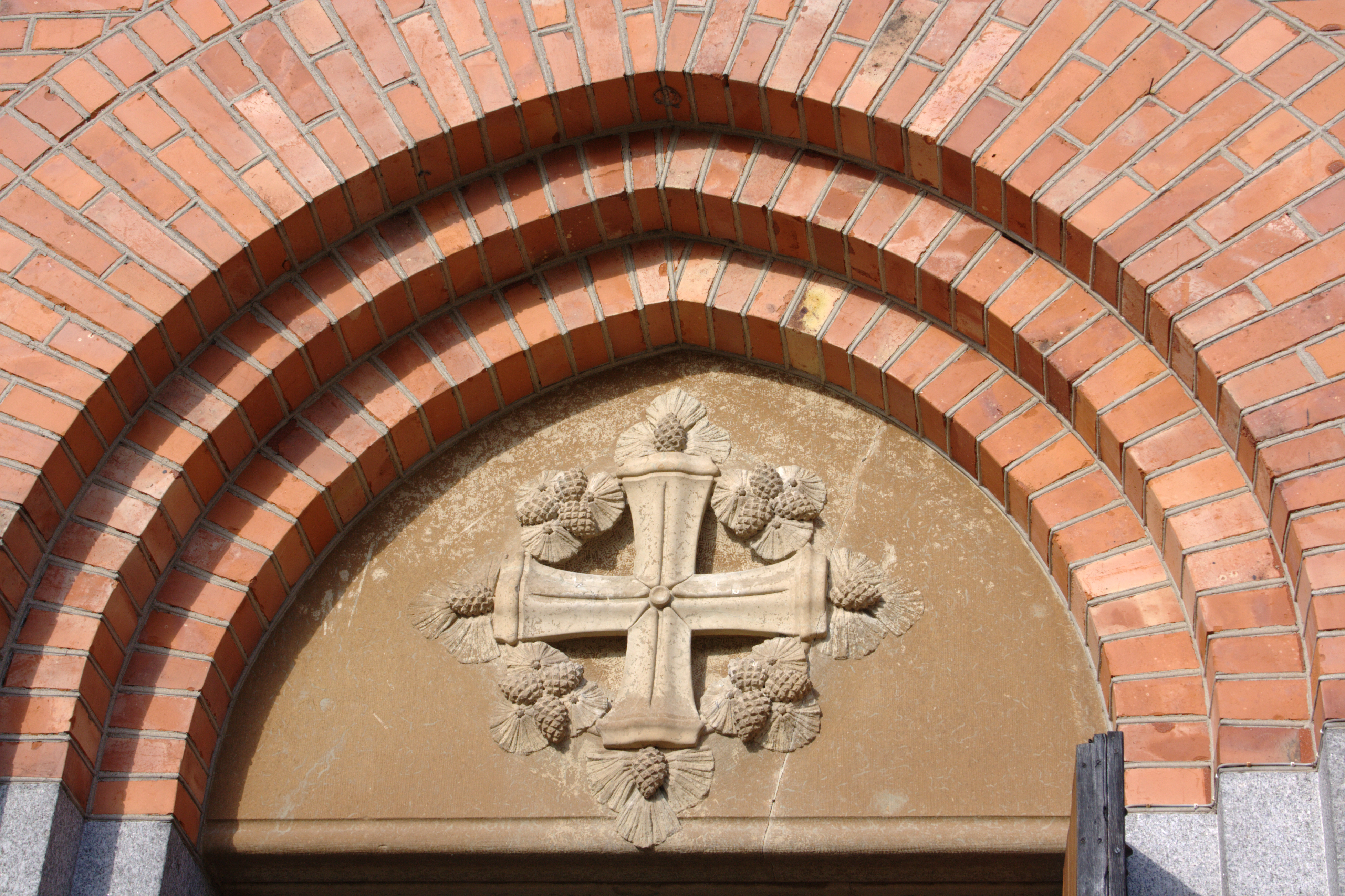
Kors ovanför kyrkporten
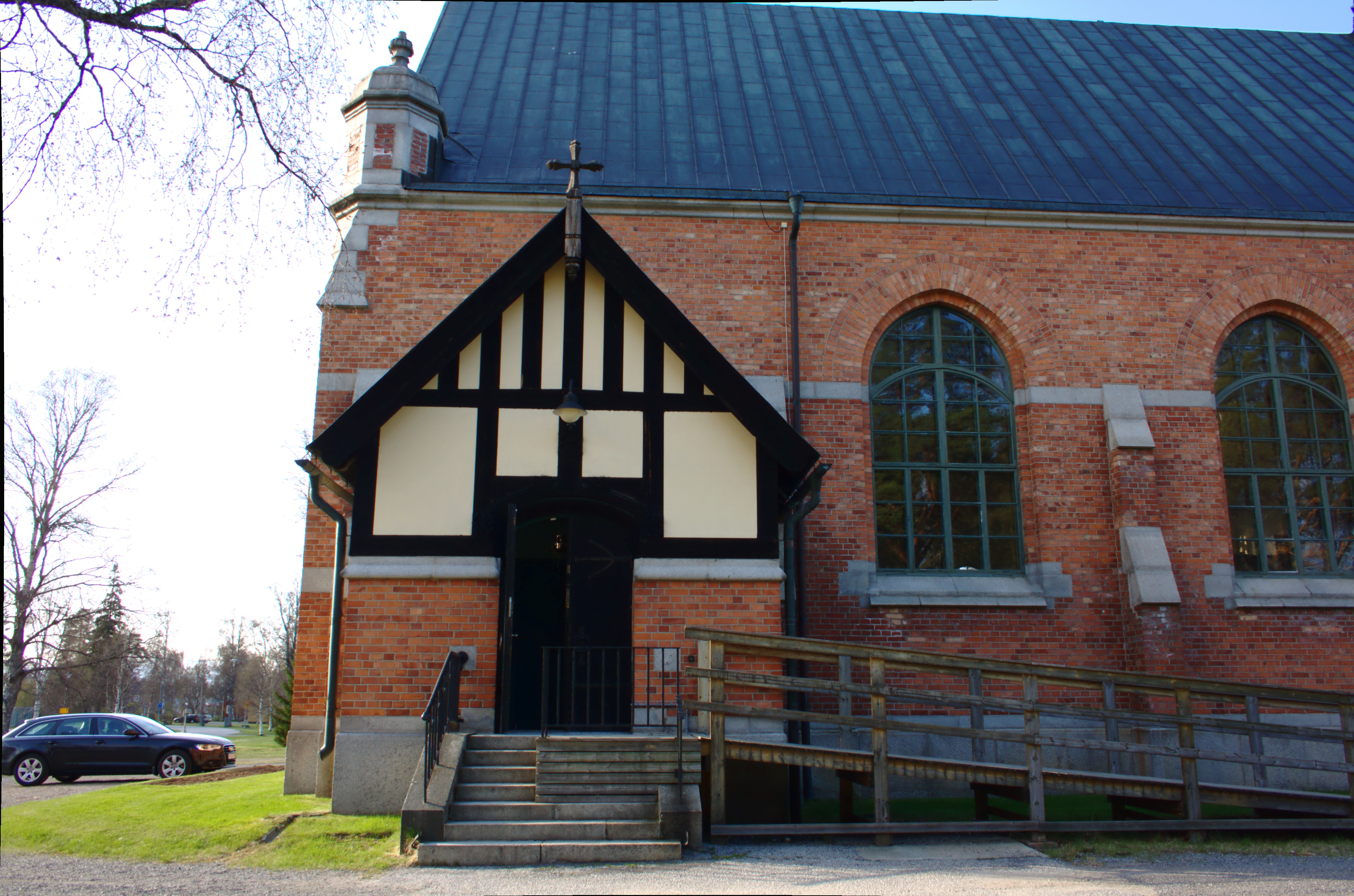
Sidoingång med korsvirke
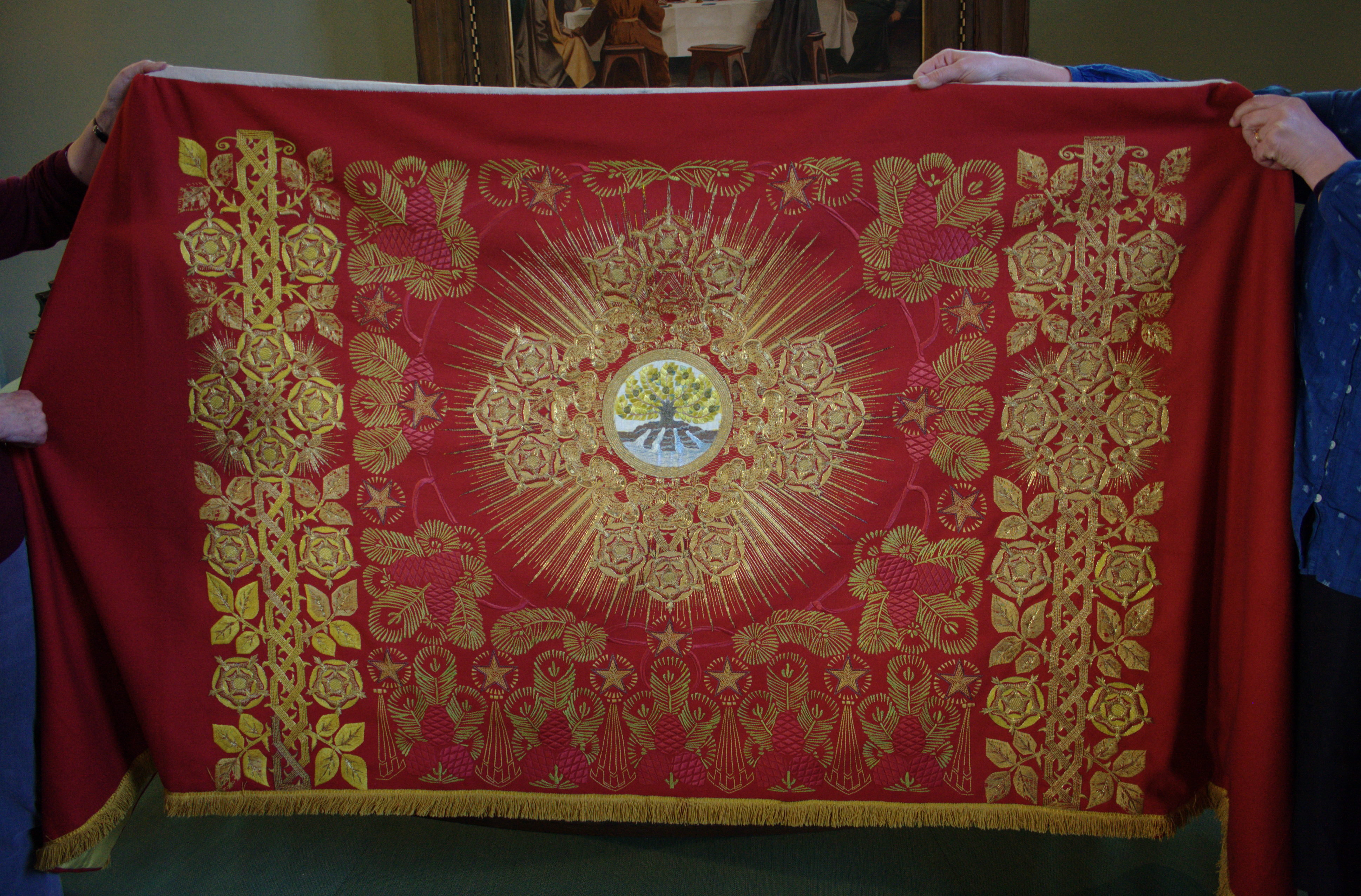
Antependium från 1908